# Martin Schwarzschild
Martin Schwarzschild (ur. 31 maja 1912 w Poczdamie, zm. 10 kwietnia 1997 w Princeton) – amerykański astrofizyk niemieckiego pochodzenia.

## Życiorys
Urodził się w Poczdamie jako syn niemieckiego astrofizyka Karla Schwarzschilda. Zdobył doktorat w Getyndze. W 1936 r. opuścił Niemcy. Prowadził badania i nauczał w Oslo, Harvardzie i Columbii, zaś od 1947 r. na Uniwersytecie Princeton. Pracował nad strukturą i ewolucją gwiazd. W 1958 wydał książkę Structure and Evolution of the Stars. W latach 50. i 60. XX wieku prowadził projekty stratoskopów, w których balony wynosiły aparaturę badawczą na niespotykane dotąd wysokości. Pierwszy stratoskop wykonał wysokiej jakości zdjęcia granuli oraz plam słonecznych, potwierdzając istnienie konwekcji w atmosferze Słońca. W późniejszych latach wniósł znaczący wkład w rozumienie dynamiki galaktyk eliptycznych.
W 1960 roku American Astronomical Society przyznało mu nagrodę Henry Norris Russell Lectureship. W 1965 r. otrzymał Bruce Medal oraz Medal Eddingtona, a w 1970 przyznano mu nagrodę Prix Jules-Janssen.